# Pedro de Acosta
Pedro de Acosta – hiszpański malarz barokowy aktywny w latach 1741–1755 znany jedynie dzięki podpisom na obrazach w zbiorach Muzeum Sztuk Pięknych w Sewilli oraz Królewskiej Akademii Sztuk Pięknych św. Ferdynanda. Zachowane obrazy są przykładem malarstwa iluzjonistycznego szczególnie rozwijanego w Sewilli. Możliwe, że autor pochodził z tego miasta lub w nim mieszkał.